# 阮惠花街
阮惠花街（越南语：／）於每年春節7日前在越南胡志明市阮惠街開幕。展覽會上的花卉主要有：梅花（越南南方年花）、桃花（越南北方年花）、風蘭、地蘭、菊花等。展出的不但有花草，而且有假山、園林。展覽歷時半月。阮惠大路花展覽會既是胡志明市的主要文化活動。又是吸引遊客的著名景點之一。